# Tetbury Upton
Tetbury Upton é uma paróquia e aldeia do distrito de Cotswold, no condado de Gloucestershire, na Inglaterra. De acordo com o Censo de 2011, tinha 309 habitantes. Tem uma área de 15,42 km².